# Innsbrucker Ring (metrostation)
Innsbrucker Ring is een metrostation in de wijken Berg am Laim en
Ramersdorf van de Duitse stad München. Het station werd geopend op 18 oktober 1980 en wordt bediend door de lijnen U2 U5 U7 U8 van de metro van München.
Het station ligt onder de Mittlerer Ring van München, ter plaatse voor dat deeltraject de Innsbrucker Ring genoemd.